# Darwinizm kwantowy
Darwinizm kwantowy – teoria wyjaśniająca powstanie klasycznego świata ze świata kwantowego jako procesu darwinowskiego doboru naturalnego. Teoria ta wyjaśnia przejście systemu kwantowego od olbrzymiej ilości możliwych stanów do znacznie zredukowanego zbioru stanów wskaźnikowych (ang. pointer state). Teoria zaproponowana przez Wojciecha Żurka oraz grupę jego współpracowników. Rozwój teorii wynika z integracji wieloletnich badań Żurka na tematy takie jak: stany wskaźnikowe, nadwybór wywołany przez otoczenie (ang. einselection) czy dekoherencja.